# Кредитний скоринг
Кредитний скоринг (від англ. score — бал) —  метод класифікації позичальників на групи для оцінки їх кредитоспроможності та рівня кредитного ризику на основі кредитної історії та соціально-демографічних характеристик. Маючи базу даних поганих і гарних кредитів, фінустанова за допомогою статистичних інструментів може виявити фактори, що впливають на здатність і бажання клієнта повернути борг.
Для чотирьох основних роздрібних продуктів — кредитних карток, споживчих позик, автокредитування та іпотеки — необхідно використовувати різні скорингові моделі.
Якщо визначити кредитний скоринг як розробку моделей, то основні завдання, що стоять перед банком, можна сформулювати так[джерело?]:
- визначення основної мети і типу скорингу: оцінка позичальника, оцінка динаміки стану рахунку або ж визначення оптимальної стратегії щодо «поганих» позичальників;
- оцінка, аналіз та визначення критеріїв оцінки кредитоспроможності та визначення базових параметрів класифікації позичальників;
- вибір методів побудови і дослідження доступних методів створення скорингових моделей щодо максимальної адекватності наявній ситуації;
- оцінки фінансової ефективності моделей: оцінка та аналіз загального впливу скорингової моделі на кредитний портфель загалом.